# 37.º distrito congresional de Texas
El 37.º distrito congresional de Texas será un nuevo distrito de la Cámara de Representantes de los Estados Unidos creado como resultado del censo de 2020. Los primeros candidatos se presentarán en las elecciones a la Cámara de 2022 para un escaño en el 118.º Congreso. El distrito está contenido predominantemente en el condado de Travis con una pequeña porción del condado de Williamson, y consiste en la mayor parte de la ciudad de Austin, así como pequeñas áreas de sus suburbios.
De 1903 a 2005, el área de Austin había estado cubierta únicamente por el 10.º distrito congresional de Texas, que inicialmente cubría todo el condado de Travis y las áreas de los condados circundantes, pero que se redujo constantemente a medida que Austin crecía demográficamente. A partir de 2005, el área de Austin se dividió entre varios distritos, y el entonces representante del 10.º distrito, el demócrata Lloyd Doggett, se vio obligado a trasladarse primero al 25.º distrito de 2005 a 2013 y luego al 35.º de 2013 a 2023, ambos de los cuales contenía tanto una parte de Austin como un área extensa fuera de ella.
Después de 18 años de que no haya un distrito centrado en Austin, el distrito 37 se creará a partir de 2023, centrado en el área de Austin como lo había sido el 10.º distrito anterior a 2005. El candidato demócrata es el representante titular Lloyd Doggett.